# Ketokonazol
Ketokonazol – organiczny związek chemiczny, lek przeciwgrzybiczy z grupy azoli, o szerokim spektrum działania obejmującym dermatofity, drożdżaki i grzyby polimorficzne.
Mechanizm działania polega na blokowaniu biosyntezy ergosterolu błony komórkowej przez blokadę enzymu demetylującego lanosterol (C14-demetylazy lanosterolu). Następstwem są zmiany przepuszczalności ściany komórkowej co prowadzi do obumarcia komórki grzyba.
W lipcu 2013 Europejska Agencja Leków zaleciła zawieszenie pozwoleń na dopuszczanie do obrotu dla doustnych leków zawierających ketokonazol argumentując, iż korzyści ze stosowania doustnych leków zawierających ketokonazol nie przeważają nad ryzykiem uszkodzenia wątroby w leczeniu infekcji grzybiczych. Ketokonazol do stosowania miejscowego (np. kremy, maści, szampony) nadal może być stosowany, gdyż ilość wchłanianego ketokonazolu jest bardzo niewielka w przypadku tych postaci leku.

## Wskazania
Ketokonazol jest lekiem z wyboru w leczeniu grzybic powierzchownych i układowych:
- grzybice skóry, paznokci, włosów
- zakażenia błon śluzowych
- drożdżyce przewodu pokarmowego
- układowe zakażenia grzybicze
- zapobieganie zakażeniom grzybiczym u chorych ze zmniejszoną odpornością (AIDS, nowotwory, oparzenia, leczenie immunosupresyjne)

Ketokonazolu nie stosuje się w grzybiczym zapaleniu opon mózgowych.
- Leiszmanioza

Ketokonazol stosuje się w leczeniu zespołu Cushinga. Leczenie farmakologiczne ketokonazolem jest wskazane tylko jako przygotowanie do zabiegu operacyjnego lub u chorych, którzy nie mogą być operowani.

## Przeciwwskazania
- ostre i przewlekłe choroby wątroby
- ciąża i okres karmienia piersią
- dzieci poniżej 2 roku życia
- nadwrażliwość na lek

Szczególną ostrożność należy zachować w przypadkach:
- długotrwałego (ponad 2 tygodnie) przyjmowania leku
- kobiet powyżej 50 roku życia
- osób z chorobą wątroby w wywiadzie

## Interakcje
- Nie wolno przyjmować łącznie z lekami takimi jak cisapryd, astemizol, terfenadyna(inne języki), midazolam, triazolam, gdyż może to prowadzić do ciężkich zaburzeń rytmu serca, z możliwością zgonu włącznie
- z alkoholem powoduje reakcję disulfiramopodobną
- stosowany łącznie z doustnymi lekami przeciwcukrzycowymi może powodować ciężką hipoglikemię

## Działania niepożądane
Lek jest zazwyczaj dobrze tolerowany, możliwe są nieliczne działania niepożądane:
- przy przyjmowaniu doustnym możliwe uszkodzenie wątroby przebiegające jako bezobjawowe podwyższenie stężenie transaminaz, bądź objawowe przebiegające z żółtaczką i objawami ogólnymi.